# Венко Петров
Венко Петров е български художник и учител.

## Биография
Венко Петров е роден на 20 март 1937 г. в с. Радичевци, Босилеградско. От 1944 г. живее, учи и работи в България, където се установява в гр.Кюстендил. През 1961 г. завършва Художествена академия „Николай Павлович“ в София, специалност „Живопис“ в класа на акад.Илия Петров. След дипломирането си работи като учител и методист по изобразително изкуство до 1976 г., след което до 1986 г. е уредник в Художествена галерия „Владимир Димитров – Майстора“ в Кюстендил. За цялостната си работа като уредник, и за публицистична дейност е награден през 1979 г. със званието „Отличник на Комитета за култура“. От 1986 г. до пенсионирането си през 2000 г. е експерт по изобразително изкуство.
Венко Петров е творчески секретар на Окръжната група на кюстендилските художници и председател на художествения ѝ съвет от 1963 до 1970 г. Участва в общи изложби на кюстендилските художници от 1963 до 1976 г. През 1979 г. взема участие в представителна изложба на кюстендилските художници в Брянск и Москва. Участва в общи, зонални и национални изложби, а от 1963 г. – в националните изложби на художниците педагози във Велико Търново.
Негови творби са притежание на художествените галерии в Кюстендил, Перник, Фонд „13 века България“, Посолство на Япония в София, Регионален исторически музей – Кюстендил, Централен дом на учителя – София, ОУ „Даскал Димитри“ – Кюстендил, Музей на ХІІІ Рилски полк (стенописи), а също и на частни лица в София, Скопие, Кюстендил и др. Автор е на знака „Кюстендилска пролет“. Член е на СБХ от 1990 г.